# Krste Velkoski
Krste Velkoski (en macédonien : Крсте Велкоски), né le 20 février 1988 à Vevčani en Yougoslavie, est un footballeur international macédonien, qui évolue au poste d'attaquant.

## Biographie

### Carrière en club
Krste Velkoski dispute 9 matchs en Ligue des champions, pour deux buts inscrits, et 21 matchs en Ligue Europa, pour 4 buts inscrits,. 
Il inscrit son premier but en Ligue des champions le 11 juillet 2006, lors d'un match contre le F91 Dudelange comptant pour le premier tour préliminaire de cette compétition. Puis il inscrit son second but en Ligue des champions le 22 juillet 2008, lors d'un match contre l'Inter Bakou comptant pour le premier tour préliminaire de cette compétition.

### Carrière internationale
Krste Velkoski compte 10 sélections avec l'équipe de Macédoine depuis 2014. 
Il est convoqué pour la première fois en équipe de Macédoine par le sélectionneur national Boško Đurovski, pour un match amical contre la Lettonie le 5 mars 2014. Il entre à la 80e minute de la rencontre, à la place d'Ivan Tričkovski. Le match se solde par une victoire 2-1 des Macédoniens.

## Palmarès
- Avec le Rabotnički Skopje
  - Champion de Macédoine en 2006, 2008 et 2014.
  - Vainqueur de la Coupe de Macédoine en 2008.

- Avec le FK Sarajevo
  - Champion de Bosnie-Herzégovine en 2015.
  - Vainqueur de la Coupe de Bosnie-Herzégovine en 2014.